# Lesotho na Mistrzostwach Świata w Lekkoatletyce 2017
Lesotho na Mistrzostwach Świata w Lekkoatletyce 2017 – reprezentacja Lesotho podczas Mistrzostw Świata w Londynie liczyła 3 zawodników, którzy nie zdobyli żadnego medalu.

## Skład reprezentacji
Mężczyźni
| Zawodnik         | Konkurencja        | Preeliminicje | Preeliminicje | Eliminacje | Eliminacje | Półfinał | Półfinał | Finał | Finał   |
| Zawodnik         | Konkurencja        | Wynik         | Pozycja       | Wynik      | Pozycja    | Wynik    | Pozycja  | Wynik | Pozycja |
| ---------------- | ------------------ | ------------- | ------------- | ---------- | ---------- | -------- | -------- | ----- | ------- |
| Mosito Lehata    | Bieg na 100 metrów | BYE           | BYE           | DSQ        | DSQ        | NQ       | NQ       | NQ    | NQ      |
| Tsepo Mathibelle | maraton            | —             | —             | —          | —          | —        | —        | DNF   | DNF     |
| Lebenya Nkoka    | maraton            | —             | —             | —          | —          | —        | —        | DNF   | DNF     |